# Лообу
Лообу(ест. Loobu jõgi, рос. Лоопъ) — річка в Естонії, у Ляене-Вірумаа й Гар'юмаа повітах.

## Опис
Довжина річки 62 км, найкоротша відстань між витоком і гирлом — 38,62 км, коефіцієнт звивистості річки — 1,61. Площа басейну водозбору 308 км².

## Розташування
Бере початок біля села Вандуна на південно-західній стороні від міста Раквере. Тече переважно на північний захід через Кадріна, Вохнія, Йоавескі і у селі Віхасоо впадає у затоку Еру, яка є частиною Фінської затоки.
Притоки: Ора, Удріку, Арбавеле, Лісна (ліві).

## Іхтіофауна
У річці водиться щука, форель, налим, плотва.

## Цікаві факти
- Біля села Йоавескі русло річки протікає через Балтійсько-Ладозький уступ.
- У пригирловій частині річка протікає через національний парк Лахемаа (ест. Lahemaa National Park).